# Črečan (Nedelišće)
Črečan (mađ.: Cseresnyés) (Čret ) nalazi se na jugozapadu Međimurja.
Dobio je ime prema vrsti terena na kojem se nalazi. Naziv Črečan dolazi od staroslavenskog pojma čret, što označava močvarno područje, zemljište s baruštinama i slično. Ovaj pojam i danas se često susreće u mnogim imena međimurskih polja. Mjesto je u Međimurskoj županiji u sastavu općine Nedelišće, koja broji 11 sela.
U selu je 1904. sagrađena kapelica Uzvišenja svetoga križa. Naselje pripada rimokatoličkoj župi Pohoda Blažene Djevice Marije u Macincu.
Mjesto Črečan, prema popisu iz 2011. godine, ima 434 stanovnika u 138 kućanstava (prema popisu iz 2001. godine, imao je 450 stanovnika).  Broj stanovnika do kraja prošlog stoljeća, u odnosu na početak devedesetih, nešto je porastao.
Črečan je rodno mjesto uglednog hrvatskog skladatelja Josipa Vrhovskog, na čijoj je rodnoj kući postavljena spomen-ploča. Po njemu je nazvan i vrlo uspješan pjevački zbor Josip Vrhovski, osnovan u Nedelišću 1998. godine, koji čuva glazbenu ostavštinu i spomen na ovog skladatelja.
U Črečanu je 25. svibnja 1919. g. rođen Jakob Ladić, sin Pavla i Rozalije r.Horvat svećenik i hrvatski domoljub, koji je ubijen na robiji (5 godina) u Novom Beogradu 17. prosinca 1949. godine. Povodom 50. obljetnice njegove smrti, u prosincu 1999. g., njemu u čast u Črečanu je Matica hrvatska Čakovec postavila spomen-ploču.

## Stanovništvo
| broj stanovnika | 206   | 209   | 253   | 268   | 315   | 352   | 374   | 395   | 457   | 466   | 490   | 449   | 402   | 425   | 450   | 434   | 382   |
|                 | 1857. | 1869. | 1880. | 1890. | 1900. | 1910. | 1921. | 1931. | 1948. | 1953. | 1961. | 1971. | 1981. | 1991. | 2001. | 2011. | 2021. |

## Šport
U Črečanu djeluje Odbojkaški klub "Međimurje Centrometal". Klub je osnovan 1971. godine. Do 1995. se natjecao u nižim rangovima natjecanja, a te godine ulazi u 2. hrvatsku ligu. Tamo napreduje pa 2002. ulazi i u 1. A hrvatsku ligu koje je i danas član. Od strane sportskih novinara proglašeni su za najbolju međimursku momčad u 2012. godini. Klub je dobitnik vrijednih županijskih nagrada "Zrinski" i "Franjo Punčec".